# 藤原寛子 (藤原忠平女)
藤原 寛子（ふじわら の かんし/ ひろこ、延喜6年（906年） - 天慶8年1月18日（945年2月8日））は、太政大臣藤原忠平の次女。重明親王妃。
延長7年（929年）に徽子女王、天慶5年（942年）に悦子女王を産む。天慶8年（945年）夫に先立ち40歳で死去、これにより当時伊勢斎宮の任にあった娘徽子女王は斎宮を退いた。
| スタブアイコン | サブスタブ | この項目は、まだ閲覧者の調べものの参照としては役立たない、人物に関連した書きかけの項目です。この項目を加筆・訂正などしてくださる協力者を求めています（P:人物伝/PJ:人物伝）。 |